# Roger Douleau
Pour les articles homonymes, voir Douleau.
Roger Douleau, né le 22 juillet 1925 à Arles et mort le 19 août 2000 dans la même ville, est un raseteur français, deux fois vainqueur de la Cocarde d'or, dont une en tandem avec Manolo Falomir. Il est le frère d'André Douleau, qui a également remporté deux fois la Cocarde d'or. Il est blessé par le cocardier Cosaque lors d'une course à Fontvieille le 26 juin 1952.

## Palmarès
- Cocarde d'or : 1954, 1959[3]

## Postérité
Une rue d'Arles porte son nom.